# Kuravilú Productions
Kuravilú Productions ist ein 2003 gegründetes chilenisches Musiklabel aus Valdivia. Es ist insbesondere auf extreme Metal-Varianten wie Black Metal, Death Metal und Thrash Metal sowie Wiederveröffentlichungen spezialisiert. Geographisch erfolgt keine Schwerpunktsetzung.

## Künstler (Auswahl)
- 2003: Nattas – Salvation (EP)
- 2004: Evil Offering – United by Thrash and Beer (Split mit Hateful Agony)
- 2004: Hatework – The First Strikes of Hate (Kompilation)
- 2008: Fingernails – Fingernails (Wiederveröffentlichung)
- 2009: Denouncement Pyre – The Storm To End All Wars
- 2009: Procession – Burn + Alive & Burning Christians